# Le Forgeron
Pour les articles homonymes, voir Forgeron (homonymie).
Le Forgeron est un poème d'Arthur Rimbaud écrit en 1870.
Le manuscrit autographe, non daté, est conservé à la British Library. Il fait partie des poèmes remis à Paul Demeny et donc de ce qui est appelé le Cahier de Douai. 
Un autre autographe, avec de nombreuses différences, a été remis par Rimbaud à Georges Izambard ; après être passé en diverses mains, il a fait partie de la collection de Jacques Guérin.
Le Forgeron a été publié pour la première fois dans Reliquaire, poésies, L. Genonceaux, 1891.